# George E. Karamanolis
George E. Karamanolis (griechisch Γιώργος Ε. Καραμανώλης, * 1. Februar 1970) ist ein griechischer Altphilologe und Philosophiehistoriker auf dem Gebiet der antiken Philosophie.
Von 1987 bis 1991 absolvierte Karamanolis ein Studium der Klassischen Philologie an der Aristoteles-Universität Thessaloniki, ergänzt durch ein Erasmus-Semester 1990 an der Freien Universität Berlin. Es folgte von 1991 bis 1993 ein Aufbaustudium der Klassischen Philologie an der Aristoteles-Universität Thessaloniki, von 1993 bis 1994 ein Master-Studium in spätantiken und byzantinischen Studien am King’s College London und von 1995 bis 2001 ein Promotionsstudium in antiker Philosophie bei Michael Frede in Oxford. Das Thema der Dissertation war: Plato and Aristotle in Agreement? The Platonist Discussion of Aristotle’s Philosophy from Antiochus to Porphyry.
Von 1997 bis 2000 war er Tutor und Lehrbeauftragter an der Universität Oxford, 2003 bis 2004 verbrachte er einen Forschungsaufenthalt am Centro Internazionale per lo Studio dei Papiri Ercolanesi (CISPE) in Neapel, von 2004 an war er an der Universität Kreta zunächst Lehrbeauftragter, von 2006 an Lecturer, von 2010 an Assistenzprofessor. Von 2010 bis 2011 war er Humboldt-Stipendiat an der Humboldt-Universität Berlin. Im Sommersemester 2012 vertrat er Christof Rapp an der Universität München. Von 2014 an war er Assistenzprofessor, seit 2017 ist er assoziierter Professor für Antike Philosophie am Institut für Philosophie der Universität Wien.
Seine Forschungsschwerpunkte sind die antike, die frühchristliche und die mittelalterliche Philosophie.

## Schriften (Auswahl)
- Cicero, De finibus bonorum et malorum. Einleitung, Übersetzung (mit Eirini Mitousi), Kommentar. Crete University Press, Heraklion 2021 (in neugriechischer Sprache).
- mit Pavel Gregorić (Hrsg.): Pseudo-Aristotle, On the Cosmos. A Commentary. Cambridge University Press, Cambridge 2020.
- mit Vasilis Politis (Hrsg.): The Aporetic Tradition in Ancient Philosophy. Cambridge University Press, Cambridge 2018.
- (Hrsg.): Εισαγωγή στην Αρχαία Φιλοσοφία. Crete University Press, Heraklion 2017 (in neugriechischer Sprache).
- The Philosophy of Early Christianity. Acumen/Routledge, Durham/London 2013; zweite verbesserte Auflage, Routledge 2021; neugriechische Übersetzung: Okto, Athen 2017.
- mit Anne Sheppard (Hrsg.): Studies on Porphyry. London 2007 (Supplement to the Bulletin of the Institute of Classical Studies, Band 98).
- Plato and Aristotle in Agreement? Platonists on Aristotle from Antiochus to Porphyry. Oxford University Press, Oxford 2006 (Oxford Philosophical Monographs).
- Φιλόδημος, Τα επιγράμματα. Η Ποίηση ενός Επικουρείου. Thyrathen, Thessaloniki 2004 (in neugriechischer Sprache).